# Middletown (condado de Orange, Nueva York)
Middletown, fundada en 1888, es una ciudad ubicada en el condado de Orange en el estado estadounidense de Nueva York. En el año 2000 tenía una población de 25,388 habitantes y una densidad poblacional de 1,946 personas por km².

## Geografía
Según la Oficina del Censo, la ciudad tiene un área total de 13,3 km² (5,1 mi²), de la cual 13,2 km² (5,1 mi²) es tierra y 0,1 km² (0 mi²) (0.19%) es agua.

## Demografía
Según la Oficina del Censo en 2007 los ingresos medios por hogar en la localidad eran de $39,570, y los ingresos medios por familia eran $47,760. Los hombres tenían unos ingresos medios de $35,990 frente a los $28,429 para las mujeres. La renta per cápita para la localidad era de $18,947. Alrededor del 17.5% de la población estaban por debajo del umbral de pobreza.